# Kawasaki Ki-91
Kawasaki Ki-91 – niezrealizowany projekt japońskiego bombowca strategicznego, przeznaczonego do lotów na dużej wysokości. Jedyny prototyp ukończony w 60% został zniszczony podczas amerykańskiego bombardowania na zakłady Kawasaki w Gifu w lutym 1945 roku.

## Historia

### Geneza
W 1938 r. Wydział Techniczny Lotnictwa Cesarskiej Marynarki Wojennej zwrócił się do wytwórni Nakajima z propozycją budowy ciężkiego, czterosilnikowego bombowca strategicznego. Japońscy konstruktorzy nie mieli jednak doświadczenia w budowie tego typu maszyn i aby temu zaradzić sięgnięto po rozwiązania zagraniczne. 
W tym samym roku w Stanach Zjednoczonych oblatany został duży, czterosilnikowy samolot pasażerski Douglas DC-4E. Wybudowany jeden egzemplarz nie spełnił pokładanych w nim nadziei i po krótkiej służbie w liniach United Airlines sprzedany został Cesarskim Japońskim Liniom Lotniczym. 
Japończycy nie zamierzali wykorzystać tej maszyny jako samolotu pasażerskiego, ale wyłącznie do umożliwienia rodzimym konstruktorom zapoznania się z budową dużych, czterosilnikowych maszyn. 
W kwietniu 1941 r. wzniósł się po raz pierwszy w powietrze, wyprodukowany przez inżynierów z Nakajimy, ciężki bombowiec Nakajima G5N. Samolot miał być przeznaczony dla Japońskiej Cesarskiej Marynarki Wojennej, jednak jeszcze przed pierwszym lotem G5N pracami nad nową konstrukcją zainteresowało się również lotnictwo japońskiej armii lądowej. Zwróciło się ono do zakładów Nakajima z propozycją budowy na bazie G5N bombowca dla Cesarskiej Armii Lądowej, oznaczonego jako Nakajima Ki-68. 
Gotowy wstępny projekt został przekazany do akceptacji wydziałowi technicznemu armii lądowej na początku 1940 roku. Miała to być w praktyce G5N ze zmienionym, według wymagań armii, wyposażeniem pokładowym i uzbrojeniem. 
Na wypadek niepowodzenia całego przedsięwzięcia dowództwo armii lądowej zleciło zakładom Kawasaki opracowanie konkurencyjnego projektu. W tym przypadku jednak nacisk położono na zdolność bombowca do operowania na dużych wysokościach. Nowy samolot otrzymał oznaczenie Kawasaki Ki-85 i miał być napędzany czterema silnikami wyposażonymi w turbosprężarki. Zakładano, że Ki-85 osiągnie na wysokości 8000 metrów prędkość 540 km/h. 
Projekt maszyny oparto podobnie jak w przypadku Ki-68 na samolocie G5N, który okazał się konstrukcją całkowicie nieudaną, niespełniającą stawianych jej wymagań i marynarka zrezygnowała z niego w 1942 r. Zaraz po tym podobny los spotkał Ki-68 i Ki-85, w których zastosowane silniki Nakajima Ha-103 okazały się za słabe jak na wymagania stawiane tak dużym samolotom. 
W ramach poszukiwania sprawnego i efektywnego bombowca strategicznego armia lądowa oraz marynarka zainteresowały się jeszcze jednym projektem przygotowywanym przez zakłady Nakajima. Była nim konstrukcja oznaczona kryptonimem Projekt Z. Miał to być superciężki samolot bombowy zdolny do lotów międzykontynentalnych, a tym samym do zaatakowania kontynentu amerykańskiego i powrotu na terytorium kontrolowane przez Japonię. Bardzo wygórowane zamierzenia konstruktorów Nakajimy skierowały jednak wzrok sztabowców armii lądowej w kierunku zdecydowanie mniej ambitnej, ale przez to bardziej realnej konstrukcji.

### Projekt
Po rezygnacji z dalszych prac nad Ki-85 i odstąpieniu lotnictwa armii lądowej od współudziału w realizacji Projektu Z, wytwórnia Kawasaki postanowiła samodzielnie uporać się z problemem budowy dużego, czterosilnikowego bombowca strategicznego. Przystąpiono do realizacji projektu oznaczonego jako Ki-91. 
W porównaniu z Ki-85 nowa konstrukcja miała zdecydowanie bardziej ambitną charakterystykę. Ki-91 miał mieć większy zasięg, silniejsze uzbrojenie i większą prędkością maksymalną. Duże zaangażowanie wytwórni w bieżące prace nad modernizacją Ki-45 i Ki-48 spowodowało, że projekt wstępny Ki-91 był gotowy dopiero na początku 1943 roku. W maju tego samego roku został on zaakceptowany przez wydział techniczny Cesarskiej Armii Lądowej i przystąpiono do budowy makiety i prototypu Ki-91. Prace nad samolotem nie miały zbyt wysokiego priorytetu i postępowały bardzo powoli. W pierwszej połowie 1944 r. ukończono drewnianą makietę Ki-91 i pod koniec tego samego roku przystąpiono do budowy latającego prototypu. Planowano, iż w połowie 1946 r. ruszy seryjna produkcja bombowców. 
W lutym 1945 r. podczas jednego z wielu amerykańskich nalotów zniszczeniu uległ budowany prototyp oraz jego oprzyrządowanie. Po tym wydarzeniu dalsze prace nie były już kontynuowane.

## Konstrukcja
Ki-91 był całkowicie metalowym, wolnonośnym średniopłatem, napędzanym czterema, osiemnastocylindrowymi, turbodoładowanymi silnikami w układzie podwójnej gwiazdy Mitsubishi Ha-214 I Ru o mocy 1864 kW (2500 KM) każdy, napędzającymi czterołopatowe, metalowe śmigła o zmiennym skoku i średnicy 4,4 m. Zbiorniki paliwa o pojemności 27 500 litrów umieszczono w kadłubie i skrzydłach. Kadłub o konstrukcji półskorupowej, mieszczący hermetyzowane kabiny dla ośmiu członków załogi. Przy ich projektowaniu wykorzystano doświadczenia zakładów Tachikawa, zdobyte w konstruowaniu i budowie wysokościowego samolotu rozpoznawczo-bombowego Tachikawa Ki-74. Klasyczne usterzenie wolnonośne. Trójpodporowe podwozie z przednim podparciem chowane w locie. Główne, składające się z dwóch zespołów po dwa koła do gondoli silnikowych i przednie, jednokołowe do wnęki w kadłubie. Proste skrzydła o trapezowym obrysie i dużym wydłużeniu.

## Uzbrojenie
Samolot był zdolny do przenoszenia maksymalnie 8000 kg bomb, zarówno w komorze bombowej jak i na zewnętrznych węzłach. W misjach dalekodystansowych ładunek zabieranych bomb miał nie przekraczać 4000 kg. 
Strzeleckie uzbrojenie obronne samolotu składało się z dwunastu działek kalibru 20 mm. Dwa działka w zdalnie sterowanej wieżyczce umieszczonej pod kadłubem w przedniej jego części, kolejne dwa w zdalnie sterowanej wieżyczce znajdującej się pod kadłubem za skrzydłami. Dwa - w ruchomym stanowisku strzeleckim w dziobie maszyny, dwa - w wieżyczce ogonowej oraz dwa - na stanowisku umieszczonym na kadłubie samolotu. Nieznane jest umiejscowienie kolejnych dwóch działek, prawdopodobnie jedno ze stanowisk miało posiadać poczwórny zestaw luf.

## Wykorzystanie
Maszyna nigdy nie wzięła udziału w walkach. Pomimo bardzo dużego zasięgu Ki-91 nie był zdolny do odwetowych uderzeń bombowych na kontynent amerykański. Zakładano jednak możliwość zaatakowania amerykańskich baz na Marianach, z których operowały  B-29. W tym celu planowano wybudowanie specjalnej wersji Ki-91 z baterią działek 20 mm umieszczonych w komorze bombowej. Ich ogień miał niszczyć stojące na ziemi, na obwałowanych stanowiskach, amerykańskie Superfortece.